# Bahnhof Le Creusot TGV

Le Creusot TGV (offizielle Bezeichnung Le Creusot – Montceau-les-Mines – Montchanin TGV) ist ein Fernverkehrsbahnhof an der LGV Sud-Est südlich der französischen Stadt Le Creusot im Département Saône-et-Loire.
Er befindet sich etwa acht Kilometer südlich des Zentrums von Le Creusot in der Ortschaft Écuisses. Der Bahnhof ging am 27. September 1981 mit der Schnellfahrstrecke in Betrieb. Der Bahnhof besitzt zwei Durchfahrtsgleise und kann auf diesen mit 300 Kilometern pro Stunde durchfahren werden.
Der nächste Bahnhof in nördlicher Richtung ist Paris Gare de Lyon, in südlicher Richtung Mâcon-Loché TGV.
Die TGV benötigen für die 306,6 km nach Paris 78 Minuten; für die 125,7 Kilometer nach Lyon 37 Minuten. Das entspricht einer Reisegeschwindigkeit von 235,8 bzw. 203,8 Kilometern pro Stunde (Stand Dezember 2019).

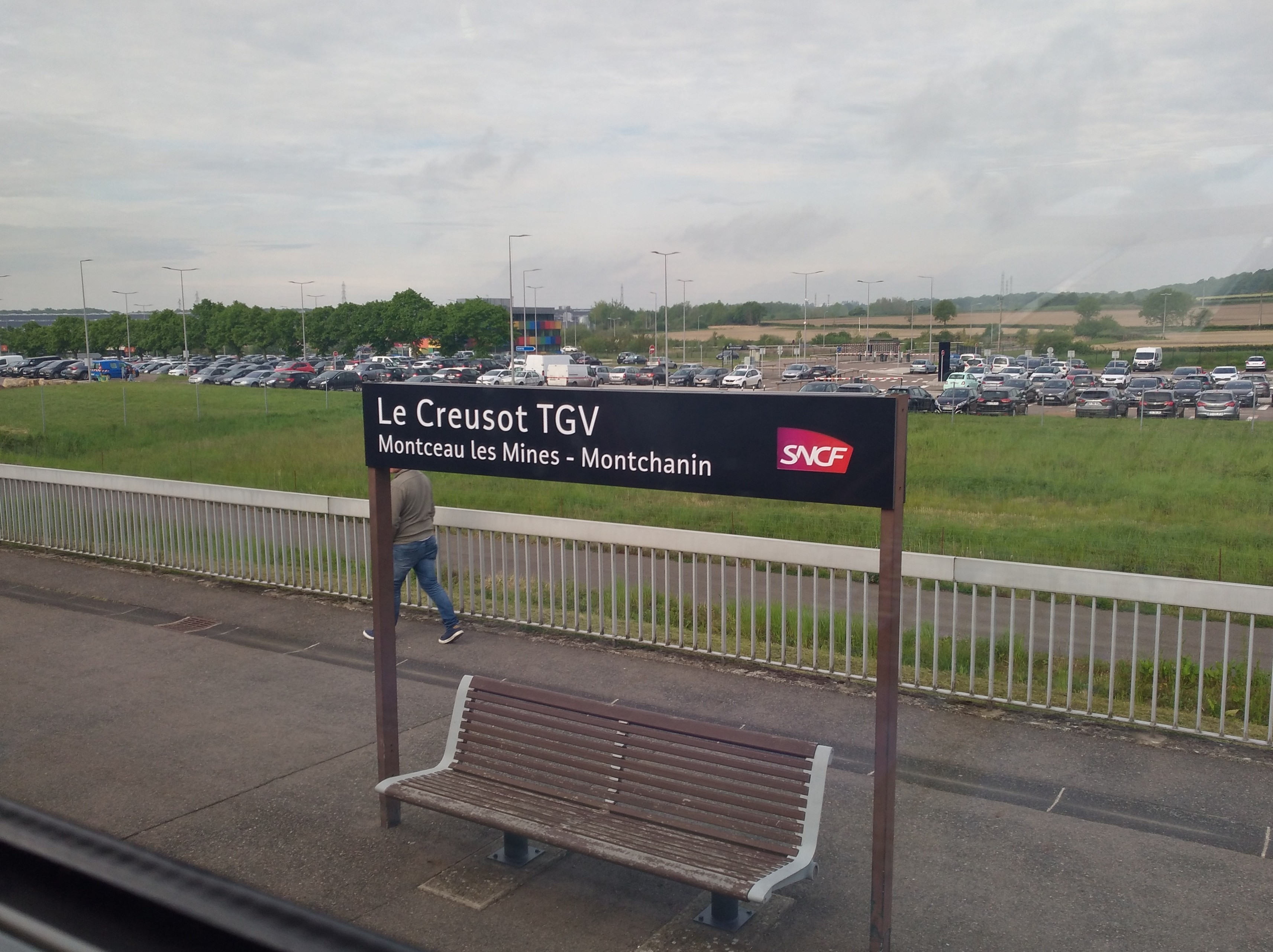
Bahnhofsschild
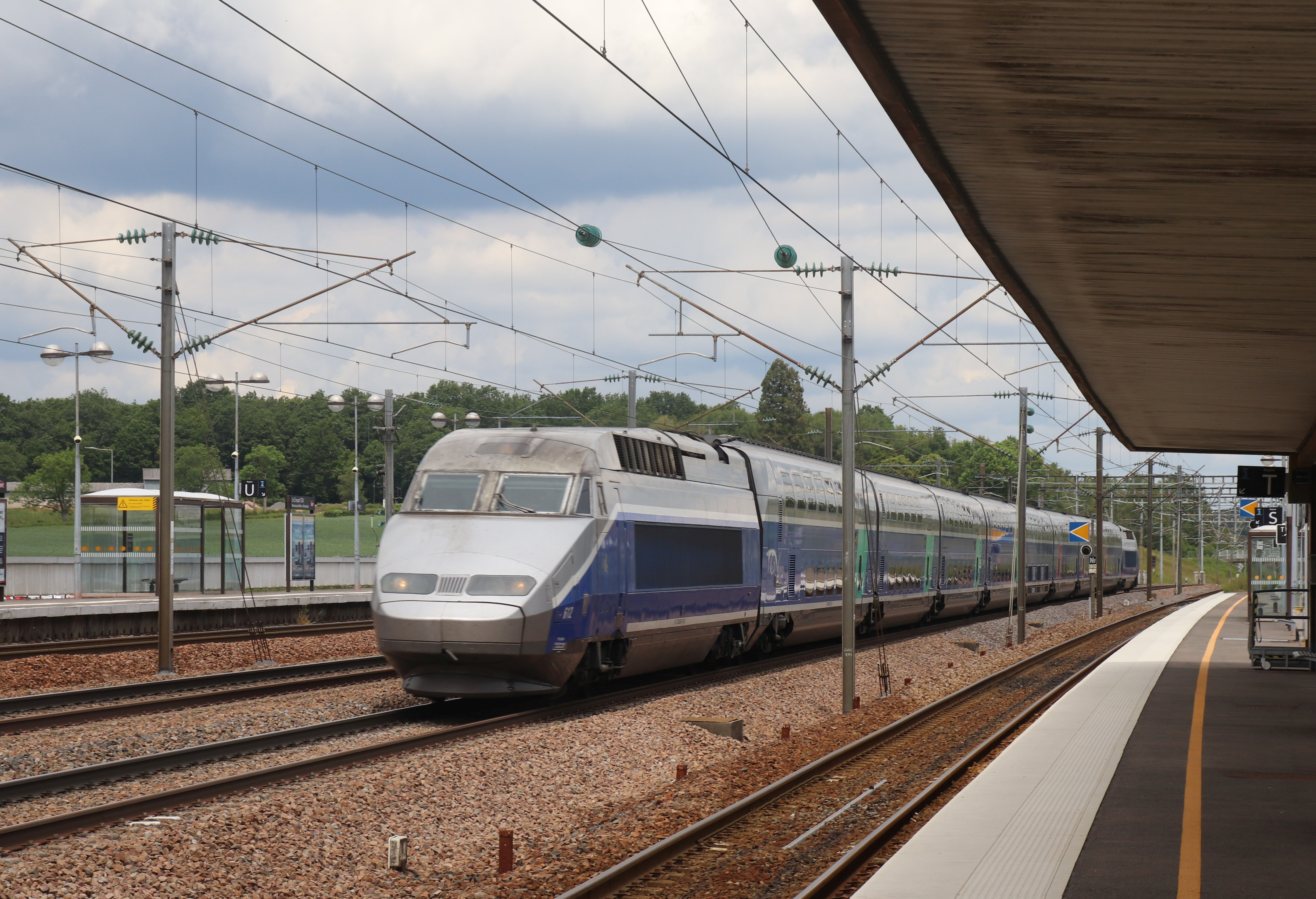
Ein durchfahrender TGV Réseau-Duplex in Le Creusot